# SK 105 Kürassier
Steyr SK 105 Kürassier je austrijski laki tenk ili lovac tenkova naoružan s užlijebljenim 105 mm topom montiranim u oscilirajuću kupolu. Razvoj je započela 1965. tvrtka Saurer-Werke koju je preuzela kompanija Steyr-Daimler-Puch 1970. godine. Tenk je razvijan za potrebe austrijske vojske kojoj je bilo potrebno pokretno protutenkovsko vozilo. Prvi prototip je dovršen 1967. dok je 1971. pokrenuta serijska proizvodnja.

## Vanjske poveznice
- (en) - SK 105 Kürassier na army-guide.com
- (en) - SK 105 Kürassier na military-today.com
- (en) - SK 105 Kürassier na fas.org